# 格爾森河畔羅巴赫
格爾森河畔羅巴赫是奥地利下奥地利州利林费尔德县的一个市镇。总面积14.77平方公里，总人口1570人，人口密度106.3人/平方公里（2005年）。